# Asamblea Nacional de la República Centroafricana
La Asamblea Nacional de la República Centroafricana, es un organismo del Estado centroafricano encargado de la legislación, unicameral y encargado de la legislación nacional.
La actual Asamblea Nacional, se constituyó tras las elecciones celebradas el 27 de diciembre de 2020. Posee un total de 140 miembros elegidos en circunscripciones uninominales, mediante un sistema de dos vueltas. Sus miembros desempeñan sus labores legislativas por espacio de 5 años.

## Distribución de la Asamblea Nacional en su anterior legislatura
| Composición de la Asamblea Nacional de la República Centroafricana para el período 2011-2016 |

| Convergencia Nacional "Kwa Na Kwa" (KNK)                       | François Bozizé    | 25 | 36 | 61  |
| Mayoría Presidencial (MP)                                      | Maximin Olouamat   | 8  | 18 | 26  |
| Independientes (IND)                                           | Célestin Gaombalet | 0  | 11 | 11  |
| Movimiento para la Liberación del Pueblo Centroafricano (MLPC) | Martin Ziguélé     | 1  | 0  | 1   |
| Agrupación Democrática Centroafricana (RDC)                    | Emile Nakombo      | 1  | 0  | 1   |
| Total:                                                         |                    |    |    | 105 |
| Fuente: Africans Elections                                     |                    |    |    |     |

## Legislaturas anteriores
| Legislatura | Año elección     | Inicio                  | Término                 |
| I           | Elección de 1959 | 1 de junio de 1959      | 1 de junio de 1964      |
| II          | Elección de 1964 | 15 de abril de 1964     | 1 de enero de 1966      |
| III         | Elección de 1981 | 1 de marzo de 1981      | 21 de noviembre de 1986 |
| IV          | Elección de 1987 | 1 de septiembre de 1987 | 20 de octubre de 1993   |
| V           | Elección de 1993 | 20 de octubre de 1993   | 1 de enero de 1999      |
| VI          | Elección de 1998 | 1 de enero de 1999      | 15 de marzo de 2003     |
| VII         | Elección de 2005 | 1 de agosto de 2005     | 1 de febrero de 2011    |